# Старая Ольшанка
Ста́рая Ольша́нка — село в Семилукском районе Воронежской области.
Входит в состав Староведугского сельского поселения.

## География
Расположено село на берегах речки Ольшанки (от неё и названо село), находится в 53 км от райцентра.

### Улицы
- ул. Заречная,
- ул. Колхозная,
- ул. Кубанская,
- ул. Нагорная,
- ул. Ольшанская,
- ул. Партизанская,
- ул. Центральная.

## История
Основано село в 1660 годы мелкими служилыми людьми из Землянска.
Согласно энциклопедическому словарю Брокгауза и Ефрона в конце XIX века село относилось к Землянскому уезду Воронежской губернии. В селе было 483 двора, проживало 3522 жителя.
В 1900 году в селе было 493 двора, 3151 житель, три общественных здания, земская и школа грамотности, 7 мелочных лавок, две винные лавки. Ежегодно проводились две ярмарки.

## Население
| 1859 | 1897  | 1900  | 2010 |
| ---- | ----- | ----- | ---- |
| 3172 | ↘3037 | ↗3151 | ↘383 |

### Известные люди
В селе родился Герой Советского Союза Константин Поздняков.

## Достопримечательности

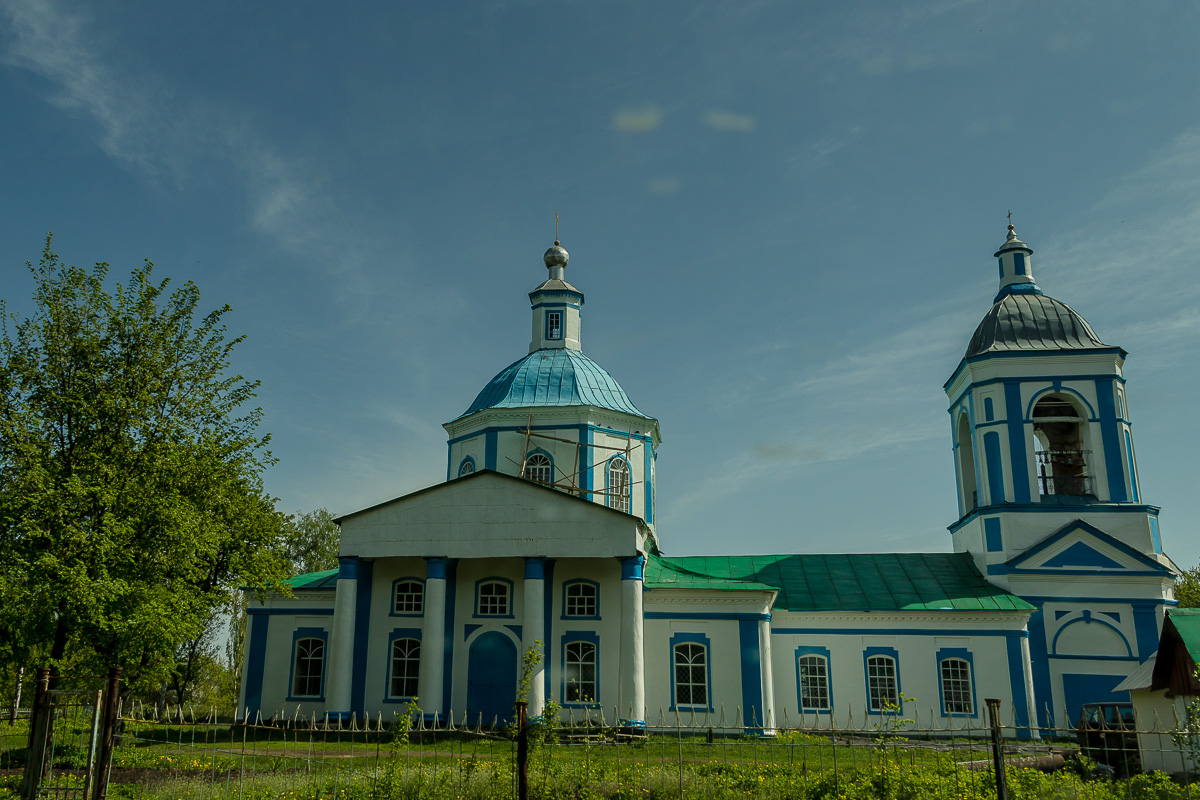
Троицкая церковь

В 1670 году была построена церковь. Каменная Троицкая церковь возведена в 1790 году.